# Agritius

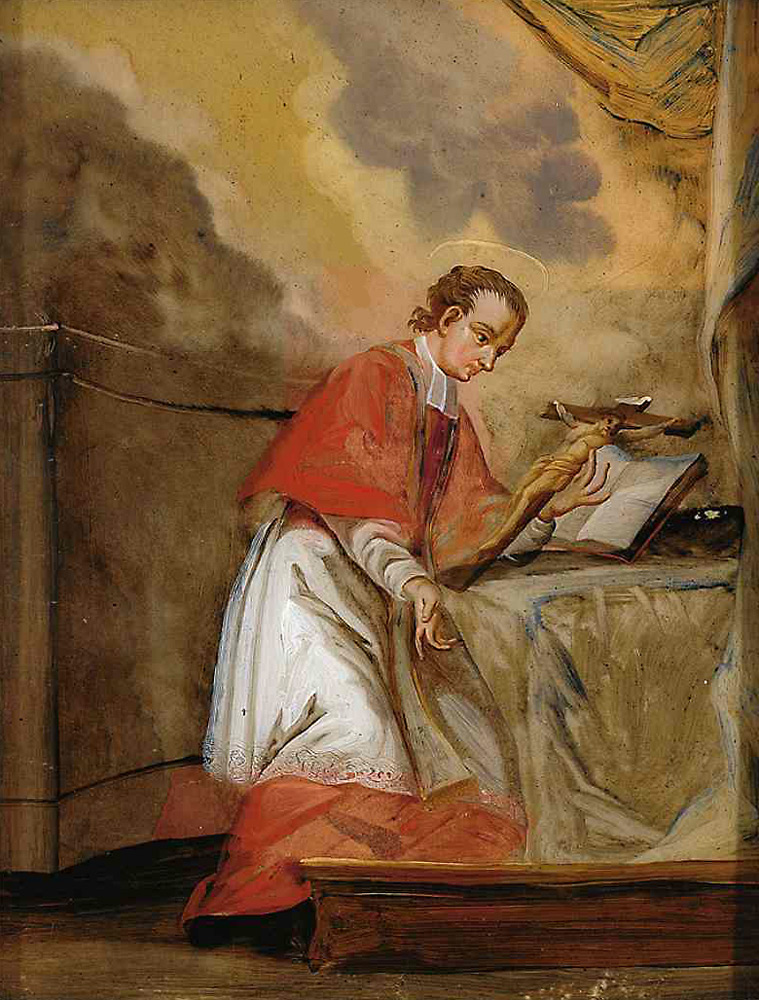
Hl. Agritius

Agritius (auch: Agricius, * um 260; † nach 329, nach anderen Quellen um 330 bis 332 in Trier) 
gilt als erster sicher nachweisbarer frühchristlicher Bischof von Trier, da er im Jahre 314 an der Synode von Arles teilnahm.
Der Überlieferung nach soll er von Helena, der Mutter des römischen Kaisers Konstantin, zum Bischof ernannt worden sein. Er soll auch die Reliquien des Apostels Matthias, die ihm von der Kaiserin Helena anvertraut worden waren, und den so genannten Heiligen Rock, das ungenähte Gewand Christi (Joh 19,23f. ), nach Trier gebracht haben.
Agritius ist in Trier gestorben und wurde dort in der Kirche St. Maximin bestattet. Ausgrabungen haben bestätigt, dass der erste Dom zu Trier auf seine Zeit zurückgeht.
Agritius ist Schutzpatron des Bistums Trier, außerdem Patron der Schreiner, Bauhandwerker, Zuckerbäcker, Schmiede, Schneider und Metzger. Er war Unterzeichner der Akten des Konzils von Arles und wird als Heiliger verehrt, sein Festtag ist der 19. Januar (früher der 13. Januar).